# العلاقات الدنماركية الغرينادية
العلاقات الدنماركية الغرينادية هي العلاقات الثنائية التي تجمع بين الدنمارك وغرينادا.

## مقارنة بين البلدين
هذه مقارنة عامة ومرجعية للدولتين:
| وجه المقارنة                                              | الدنمارك                                                     | غرينادا                                |
| --------------------------------------------------------- | ------------------------------------------------------------ | -------------------------------------- |
| المساحة (كم2)                                             | 42.92 ألف                                                    | 348                                    |
| عدد السكان (نسمة)                                         | 5.79 مليون                                                   | 107.83 ألف                             |
| الكثافة السكانية (ن./كم²)                                 | 134.9                                                        | 30.99 ألف                              |
| العاصمة                                                   | كوبنهاغن                                                     | سانت جورجز                             |
| اللغة الرسمية                                             | اللغة الدنماركية                                             | لغة إنجليزية، إنكليزية غرنادة المولدة ‏ |
| العملة                                                    | كرونة دنماركية                                               | دولار شرق الكاريبي                     |
| الناتج المحلي الإجمالي (بليون دولار)                      | 324.87 مليار                                                 | 1.12 مليار                             |
| الناتج المحلي الإجمالي (تعادل القوة الشرائية) بليون دولار | 278.61 مليار                                                 | 1.45 مليار                             |
| الناتج المحلي الإجمالي الاسمي للفرد دولار أمريكي          | 51.99 ألف                                                    | 9.21 ألف                               |
| الناتج المحلي الإجمالي للفرد دولار أمريكي                 | 45.54 ألف                                                    | 12.43 ألف                              |
| مؤشر التنمية البشرية                                      | 0.900                                                        | 0.750                                  |
| رمز المكالمات الدولي                                      | +45                                                          | +1473                                  |
| رمز الإنترنت                                              | .dk                                                          | .gd                                    |
| المنطقة الزمنية                                           | توقيت وسط أوروبا، ت ع م+02:00، ت ع م+01:00، أوروبا/كوبنهاجن ‏ | 00                                     |

## منظمات دولية مشتركة
يشترك البلدان في عضوية مجموعة من المنظمات الدولية، منها:
| علم المنظمة | اسم المنظمة                               | تاريخ انضمام الدنمارك | تاريخ انضمام غرينادا |
| ----------- | ----------------------------------------- | --------------------- | -------------------- |
|             | الاتحاد البريدي العالمي                   | ?                     | ?                    |
|             | يونسكو                                    | 4 نوفمبر 1946         | 17 فبراير 1975       |
|             | البنك الدولي للإنشاء والتعمير             | 30 نوفمبر 1960        | 27 أغسطس 1975        |
|             | منظمة التجارة العالمية                    | 1995                  | ?                    |
|             | وكالة ضمان الاستثمار متعدد الأطراف        | 12 أبريل 1988         | 12 أبريل 1988        |
|             | الاتحاد الدولي للاتصالات                  | 1866                  | 17 نوفمبر 1981       |
|             | منظمة الشرطة الجنائية الدولية             | ?                     | ?                    |
|             | مؤسسة التمويل الدولية                     | 20 يوليو 1956         | 28 أغسطس 1975        |
|             | الأمم المتحدة                             | 24 أكتوبر 1945        | 17 سبتمبر 1974       |
|             | مؤسسة التنمية الدولية                     | 30 نوفمبر 1960        | 28 أغسطس 1975        |
|             | منظمة حظر الأسلحة الكيميائية              | ?                     | ?                    |
|             | المركز الدولي لتسوية المنازعات الاستشارية | 24 مايو 1968          | 23 يونيو 1991        |

## وصلات خارجية
- موقع وزارة الخارجية الدنماركية